# 킹 오브 더 링
킹 오브 더 링(King of the Ring)은 토너먼트 형식으로 펼쳐진 경기이다. 1985년부터 시작되었고 1993년부터 2002년까지 페이 퍼 뷰로 개최되었다. 2006년부터는 2010년까지 2년간격으로 한 번씩 개최되었고, 방식도 조금씩 변경된다.
2015년을 끝으로 폐지되었다.
WWE 킹 오브 더 링 (2002) 우승자는 WWE 섬머슬램 (2002)에서 WWE 챔피언십에 도전할 수 있었다.
2006년에는 예선과 준결승은 스맥다운에서 방영하고 결승전은 WWE 저지먼트 데이 (2006)에서 개최되었고, 2008년에는 러에서 러 레슬러, 스맥다운 레슬러, ECW 레슬러들이 예선부터 결승전까지 개최하였다. 
2010년에는 예선은 각각의 브랜드에서 개최하고, 1라운드부터 결승전까지는 러에서 개최되었다.
2015년에는 8강전은 러에서, 준결승전 및 결승전은 WWE 네트워크에서 방영되었었다.
2019년에는 16강은 8명의 러 레슬러들은 8월 19일 러에서 16강 경기를 치렀고, 나머지 8명의 스맥다운 레슬러들은 8월 20일 스맥다운에서 16강 경기를 치렀고, 결승전은 9월 16일 WWE 러에서 치렀다.
2021년에는 8강은 4명의 스맥다운 레슬러들은 10월 8일 스맥다운에서 8강 경기를 치렀고, 4명의 러 레슬러들은 10월 11일 러에서 8강 경기를 치렀고, 준결승전은 각각 10월 15일 스맥다운과 10월 18일 WWE 러에서 치렀고, 결승전은 10월 21일 WWE 크라운 주얼 (2021)에서 치렀다.

## 역대 킹 오브 더 링 개최한 곳과 우승자
| 날짜             | 개최한 곳      | 경기장                     | 우승자         |
| ---------------- | -------------- | -------------------------- | -------------- |
| 1985년 7월 8일   | 폭스버러       | 설리번 스타디움            | 돈 무라코      |
| 1986년 7월 14일  | 폭스버러       | 설리번 스타디움            | 할리 레이스    |
| 1987년 9월 4일   | 프로비던스     | 프로비던스 시빅 센터       | 랜디 새비지    |
| 1988년 10월 16일 | 프로비던스     | 프로비던스 시빅 센터       | 테드 디비아시  |
| 1989년 10월 14일 | 프로비던스     | 프로비던스 시빅 센터       | 티토 산타나    |
| 1991년 9월 7일   | 프로비던스     | 프로비던스 시빅 센터       | 브렛 하트      |
| 1993년 6월 13일  | 데이턴         | 너터 센터                  | 브렛 하트      |
| 1994년 6월 19일  | 볼티모어       | 볼티모어 아레나            | 오웬 하트      |
| 1995년 6월 25일  | 필라델피아     | 스펙트럼                   | 메이블         |
| 1996년 6월 23일  | 밀워키         | 메카 아레나                | 스티브 오스틴  |
| 1997년 6월 8일   | 프로비던스     | 프로비던스 시빅 센터       | 트리플 H       |
| 1998년 6월 28일  | 피츠버그       | 피츠버그 시빅 아레나       | 켄 섐록        |
| 1999년 6월 27일  | 그린즈버러     | 그린즈버러 콜리시엄        | 빌리 건        |
| 2000년 6월 25일  | 보스턴         | 플리트 센터                | 커트 앵글      |
| 2001년 6월 24일  | 이스트러더퍼드 | 콘티넨탈 에어라인스 아레나 | 에지           |
| 2002년 6월 23일  | 콜럼버스       | 네이션와이드 아레나        | 브록 레스너    |
| 2006년 5월 21일  | 피닉스         | 아메리카웨스트 아레나      | 부커 T         |
| 2008년 4월 21일  | 그린빌         | BI-LO 센터                 | 윌리엄 리걸    |
| 2010년 11월 29일 | 필라델피아     | 웰스 파고 센터             | 셰이머스       |
| 2015년 4월 28일  | 멀린           | 아이와이어리스 센터        | 배드 뉴스 배럿 |
| 2019년 9월 16일  | 녹스빌         | 톰슨 볼링 아레나           | 배런 코빈      |
| 2021년 10월 21일 | 리야드         | 모하메드 압두 아레나       | 재비어 우즈    |
| 2024년 5월 25일  | 지다           | 지다 슈퍼 돔               | 군터           |
| 2025년 6월 28일  | 리야드         | 킹덤 아레나                | 코디 로즈      |

## 참고사항

### 2006년 킹 오브 더 링 개최지
| 라운드   | 날짜     | 개최지       | 경기장                | 방송          |
| -------- | -------- | ------------ | --------------------- | ------------- |
| 8강전    | 4월 16일 | 그린베이     | 레시 센터             | 스맥다운      |
| 8강전    | 4월 21일 | 세인트루이스 | 사비스 센터           | 스맥다운      |
| 8강전    | 4월 28일 | 런던         | 웸블리 아레나         | 스맥다운      |
| 8강전    | 5월 5일  | 신시내티     | U.S. 뱅크 아레나      | 스맥다운      |
| 준결승전 | 5월 12일 | 샌디에이고   | 아이페이원 센터       | 스맥다운      |
| 결승전   | 5월 21일 | 피닉스       | 아메리카웨스트 아레나 | 저지먼트 데이 |

### 2015년 킹 오브 더 링 개최지
| 라운드          | 날짜     | 개최지   | 경기장              | 방송                |
| --------------- | -------- | -------- | ------------------- | ------------------- |
| 8강전           | 4월 27일 | 그린베이 | 레시 센터           | 러                  |
| 준결승전 결승전 | 4월 28일 | 멀린     | 아이와이어리스 센터 | WWE 네트워크 스페셜 |

### 2019년 킹 오브 더 링 개최지
| 라운드   | 날짜     | 개최지     | 경기장                         | 방송     |
| -------- | -------- | ---------- | ------------------------------ | -------- |
| 16강전   | 8월 19일 | 세인트폴   | 엑셀 에너지 센터               | 러       |
| 16강전   | 8월 20일 | 수폴스     | 대니 샌포드 프리미어 센터      | 스맥다운 |
| 16강전   | 8월 26일 | 뉴올리언스 | 스무디킹 센터                  | 러       |
| 16강전   | 8월 27일 | 배턴루지   | 레이징 케인즈 리버 센터 아레나 | 스맥다운 |
| 8강전    | 9월 2일  | 볼티모어   | 로열 팜스 아레나               | 러       |
| 8강전    | 9월 3일  | 노퍽       | 노퍽 스코프                    | 스맥다운 |
| 준결승전 | 9월 9일  | 뉴욕       | 매디슨 스퀘어 가든             | 러       |
| 준결승전 | 9월 10일 | 뉴욕       | 매디슨 스퀘어 가든             | 스맥다운 |
| 결승전   | 9월 16일 | 녹스빌     | 톰슨 볼링 아레나               | 러       |

### 2021년 킹 오브 더 링 개최지
| 라운드   | 날짜      | 개최지       | 경기장               | 방송        |
| -------- | --------- | ------------ | -------------------- | ----------- |
| 8강전    | 10월 8일  | 산호세       | SAP 센터 앳 산호세   | 스맥다운    |
| 8강전    | 10월 11일 | 샌프란시스코 | 체이스 센터          | 러          |
| 준결승전 | 10월 15일 | 온타리오     | 도요타 아레나        | 스맥다운    |
| 준결승전 | 10월 18일 | 새크라멘토   | 골든 1 센터          | 러          |
| 결승전   | 10월 21일 | 리야드       | 모하메드 압두 아레나 | 크라운 주얼 |

### 2024년 킹 오브 더 링 개최지
| 라운드   | 날짜     | 개최지     | 경기장                            | 방송                  |
| -------- | -------- | ---------- | --------------------------------- | --------------------- |
| 16강전   | 5월 6일  | 하트퍼드   | XL 센터                           | 러                    |
| 16강전   | 5월 10일 | 윌크스배리 | 모히건 선 아레나                  | 스맥다운              |
| 16강전   | 5월 11일 | 채터누가   | 맥켄지 아레나                     | 슈퍼쇼                |
| 16강전   | 5월 12일 | 메이컨     | 메이컨 콜리시엄                   | 슈퍼쇼                |
| 8강전    | 5월 13일 | 그린빌     | 본 스쿠 웰니스 아레나             | 러                    |
| 8강전    | 5월 17일 | 잭슨빌     | 바이스타 베터런스 메모리얼 아레나 | 스맥다운              |
| 준결승전 | 5월 20일 | 그린즈버러 | 그린즈버러 콜리시엄 콤플렉스      | 러                    |
| 준결승전 | 5월 24일 | 지다       | 지다 슈퍼 돔                      | 스맥다운              |
| 결승전   | 5월 25일 | 지다       | 지다 슈퍼 돔                      | 킹 앤드 퀸 오브 더 링 |